# Philosophe faisant un exposé sur le planétaire
Philosophe faisant un exposé sur le planétaire, ou Philosophe faisant un exposé sur le planétaire dans lequel le soleil est remplacé par une lampe (A Philosopher giving a Lecture on the Orrery in which a lamp is put in place of the Sun) de son nom complet, est un tableau du Britannique Joseph Wright of Derby, exposé pour la première fois en 1766. Il montre un conférencier faisant la démonstration d'un planétaire devant une assistance restreinte. La toile, aujourd'hui conservée au Derby Museum and Art Gallery de Derby, précède dans le temps Expérience sur un oiseau dans la pompe à air, sur un thème similaire.

## Description
Le premier des chefs-d'œuvre du clair-obscur de Wright, Trois personnes observant le Gladiateur à la lumière d'une bougie, peint en 1765, montrait trois hommes étudiant une copie en réduction du Gladiateur Borghèse. Ce tableau fut grandement admiré, mais le suivant, Le planétaire, provoqua plus de remous car il remplaçait le sujet classique, au centre de la toile, par une scène de nature scientifique. Sa peinture de la crainte révérencielle suscitée par les « miracles » de la science marquait une rupture vis-à-vis de la tradition où la représentation artistique d'un tel émoi était réservée aux événements religieux, alors que pour Wright les merveilles de la technologie pouvaient inspirer la même émotion respectueuse que les sujets des grands tableaux religieux. Dans les deux œuvres l'éclairage à la chandelle a une justification réaliste. Observer une sculpture sous une telle lumière, qui met en valeur les contours et dont le scintillement peut même donner l'impression du mouvement, était une pratique à la mode, décrite par Goethe. Dans la présentation du planétaire, les ombres projetées par la lampe qui représentait le soleil étaient un élément essentiel de la démonstration. Mais il ne semble pas y avoir eu d'autre raison que la recherche de la tension dramatique pour placer l'expérience de la pompe à air dans une pièce éclairée par une seule bougie et, dans deux peintures ultérieures du même sujet par van Loo, l'éclairage est normal.
Le tableau fait partie d'un ensemble d'œuvres britanniques qui ont remis en cause le jeu rigide des catégories de la hiérarchie des genres d'inspiration française, en cette fin du XVIIIe siècle où d'autres thèmes aspiraient à être traités avec le même sérieux que la peinture d'histoire de sujets classiques ou mythologiques en costumes. Sous certains aspects, le Planétaire comme la Pompe à air ressemblent aux conversation pieces, qui étaient alors largement un genre de portrait bourgeois, avant qu'à partir de 1766 Johann Zoffany ne leur donne un nouveau statut en peignant la famille royale. Toutefois, de par leur atmosphère solennelle et étant donné qu'aucun des personnages ne semble devoir être compris comme un portrait (même quand il est possible d'en identifier les modèles), ces tableaux ne peuvent être considérés comme des conversation pieces. L'historien de l'art Ellis Waterhouse compare ces deux œuvres au « genre sérieux » du théâtre français de la même époque, tel que l'ont défini Diderot et Beaumarchais, rapprochement que soutient Egerton.
Un compte rendu anonyme de l'époque a qualifié Wright de « très grand et rare génie dans un genre particulier ». Le Planétaire fut peint sans commande, probablement dans l'espoir qu'il serait acheté par Washington Shirley, 5e comte Ferrers et astronome amateur, qui possédait lui-même un planétaire et avec lequel l'ami de Wright, Peter Perez Burdett, séjournait dans le Derbyshire. Des personnages supposés avoir pour modèles Burdett et Ferrers figurent dans le tableau, le premier prenant des notes et le second assis avec son fils près du planétaire. Ferrers acheta le tableau pour deux cent dix livres sterling, mais Robert, le 6e comte, le revendit aux enchères. Il est maintenant détenu par le Derby Museum and Art Gallery, où il est en exposition permanente, non loin de la réplique en fonctionnement d'un grand planétaire mécanique.
Un biographe de Wright, Benedict Nicolson, a soutenu en 1968 que John Whitehurst était le modèle du conférencier tandis qu'un autre commentateur a souligné la ressemblance du personnage avec un portrait d'Isaac Newton par Godfrey Kneller. Une observation attentive des visages du tableau révèle que chacun d'eux représente l'une ou l'autre des principales phases de la lune - nouvelle lune, quartier de lune, lune gibbeuse et pleine lune.